# Inżynieria i Aparatura Chemiczna
Inżynieria i Aparatura Chemiczna – dwumiesięcznik naukowo-techniczny wydawany przez SIMP.
Czasopismo jest poświęcone problemom obliczeń procesowych i zagadnieniom projektowo-konstrukcyjnym aparatury i urządzeń stosowanych w przemysłach przetwórczych, w tym szczególnie w przemyśle chemicznym, petrochemicznym, rolno–spożywczym, jak również w energetyce, gospodarce komunalnej i w ochronie środowiska. Przeznaczone jest zarówno dla pracowników badawczych, projektantów, konstruktorów, jak i dla menadżerów oraz inżynierów ruchowych. 
W czasopiśmie są publikowane artykuły o szerokim spektrum tematycznym, obejmującym problematykę procesów i operacji jednostkowych inżynierii chemicznej, bio- i nanotechnologie, inżynierię biomedyczną, recykling, bezpieczeństwo procesowe oraz obliczenia i projektowanie aparatów w aspekcie poprawy wydajności, lepszego wykorzystania surowców, oszczędności energii i ochrony środowiska.